# Boris Czarkowski
Boris Walerjanowicz Czarkowski, ros. Борис Валерьянович Чарковский (ur. 15 stycznia 1893 w Kijowie, zm. 24 listopada 1979 w Monterrey) – rosyjski wojskowy, żołnierz Rosyjskiej Armii Wyzwoleńczej, a następnie pracownik oddziału propagandy sztabu Sił Zbrojnych Komitetu Wyzwolenia Narodów Rosji podczas II wojny światowej, emigracyjny działacz wydawniczy.
Ukończył korpus kadetów w Kijowie, zaś w 1912 roku kijowską szkołę piechoty. Służył w 17 Archangielskim Pułku Piechoty. Brał udział w I wojnie światowej. Został ciężko ranny pod Krakowem, po czym dostał się do niewoli austriackiej. Na początku 1917 roku został wymieniony na rannego oficera austriackiego i powrócił do Kijowa. Wstąpił ochotniczo do Kijowskiej Ochotniczej Drużynie Oficerskiej generała Lwa Kipriczewa, która miała bronić miasta przed oddziałami ukraińskimi atamana Symona Petlury. Kijów został jednak zajęty prawie bez walki, zaś Czarkowski dostał się do niewoli. Następnie wywieziono go do Niemiec. Rosjanom obiecano przetransportowanie koleją na południe Rosji w celu dołączenia do nowo formowanej Armii Ochotniczej, ale ostatecznie nie doszło do tego. Boris Czarkowski pracował w Berlinie jako taksówkarz, a następnie jako pomocnik techniczny w kilku pismach. W czasie II wojny światowej pomagał uchodźcom z ZSRR, wydostawał też różne osoby z niemieckiej niewoli. Wstąpił do Rosyjskiej Armii Wyzwoleńczej (ROA) generała Andrieja Własowa. Od końca 1944 roku pracował w oddziale propagandy sztabu Sił Zbrojnych Komitetu Wyzwolenia Narodów Rosji. Miał w Karlsbadzie utworzyć oddział typograficzny, ale nie zdążył przed końcem wojny. Mieszkał w zachodnich Niemczech, a następnie USA. W San Francisco założył sklep z rosyjskojęzycznymi książkami „Słowo”.